# コーラルゲーブルス
コーラルゲーブルス（Coral Gables）は、アメリカ合衆国フロリダ州のマイアミ・デイド郡にある都市。人口は4万9248人（2020年）。マイアミの南西10キロメートルに位置しており、マイアミ都市圏に含まれる。マイアミ大学が立地する学園都市。

## 概要
1920年代の「フロリダ不動産ブーム」の中、建設された計画都市である。地中海沿岸の都市をモデルにしており、スペイン風の建物が並ぶ。富裕層の住民が多い。都市美運動の影響を受け、街路樹や緑地が整然と配置されている。また厳しい景観条例で古い建物の継続使用を奨励し、無秩序な再開発を抑制している。住宅地は庭付きの戸建て以外建てられないため、人口密度は比較的低い。

## 交通
市内にメトロレールの駅が2つあり通勤通学に利用されている。

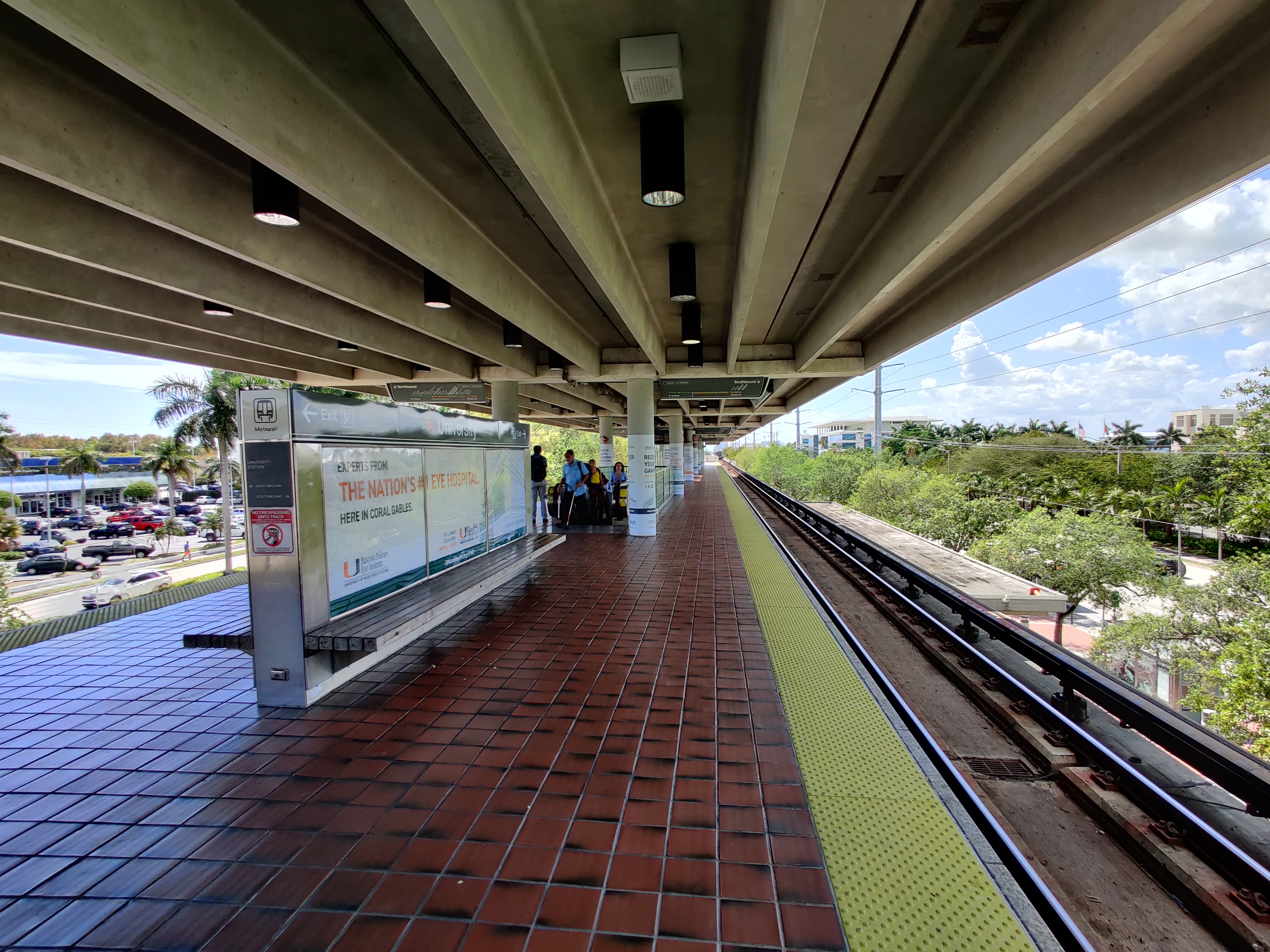
メトロ・ユニバーシティ駅